# Діпенау
Діпенау (нім. Diepenau) — громада в Німеччині, розташована в землі Нижня Саксонія. Входить до складу району Нінбург. Складова частина об'єднання громад Ухте.
Площа — 70,05 км2. Населення становить 3950 ос. (станом на 31 грудня 2021).